# مقياس موضوع صورة

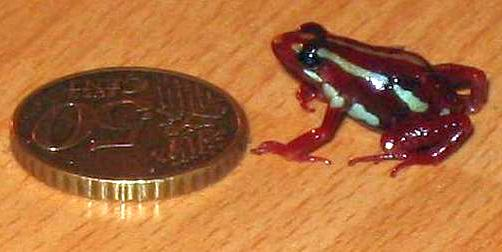
عملة لمعرفة حجم الضفدعة في الواقع

مقياس موضوع صورة (بالإنجليزية: Fiducial marker)‏ هي شيء يوضع بجانب موضوع صورة ليفهم حجم الموضوع بالقياس إلى حجم الشيء المعروف. 